# のりこえの論理
のりこえの論理（のりこえのろんり）とは、日本の新左翼の一派である革マル派の政治思想の一つ。

## 概要
革マル派の行動を決定付ける論理で、
- 他党派の戦術やイデオロギーを批判する（理論上ののりこえ）ことで、
- 党派闘争に勝ち抜き、他党派を革命的に解体する（組織上ののりこえ）ことで、
- 既存の価値観に囚われない新しい労働運動や大衆運動を展開する（運動上ののりこえ）ことを指している。

この論理は他の新左翼党派と共闘できない大きな要因となっており、他党派との激烈な内ゲバを過去に起こしている。
作家の立花隆は、この革マル派の理論は、マーケティングに置き換えれば、理論上の乗り越え（相手の製品やマーケティング方法を批判）→組織上の乗り越え（競合メーカーの社員の引き抜きや、特約店の締め上げ）→運動上の乗り越え（新製品の市場独占）に当たるとしている。